# Dorfkirche Frankenfelde (Luckenwalde)

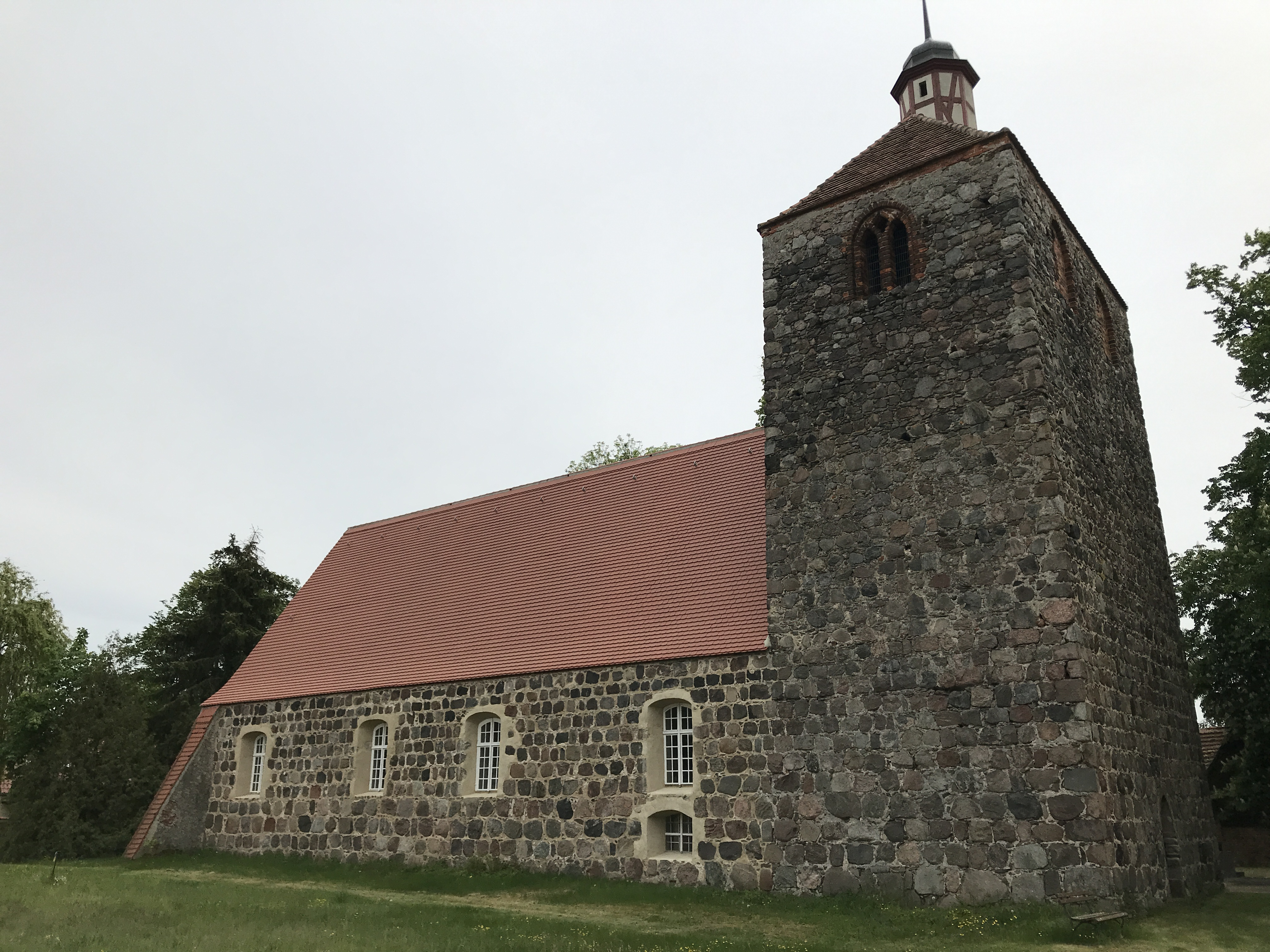
Dorfkirche Frankenfelde

Die evangelische Dorfkirche Frankenfelde ist eine Feldsteinkirche aus der zweiten Hälfte des 13. Jahrhunderts in Frankenfelde, einem Ortsteil der Stadt Luckenwalde im Landkreis Teltow-Fläming im Land Brandenburg. Die Kirchengemeinde gehört zum Kirchenkreis Zossen-Fläming der Evangelischen Kirche Berlin-Brandenburg-schlesische Oberlausitz.

## Lage
Die Frankenfelder Chaussee führt von Südosten kommend in nordwestlicher Richtung in den Ort. Dort trifft sie auf die Dorfstraße, die sich von Südwesten kommend in nordöstlicher Richtung entlang des historischen Dorfangers erstreckt. Die Kirche steht nordwestlich dieser Kreuzung auf einem Grundstück, das mit einer Mauer aus unbehauenen und nicht lagig geschichteten Feldsteinen eingefriedet ist.

## Geschichte

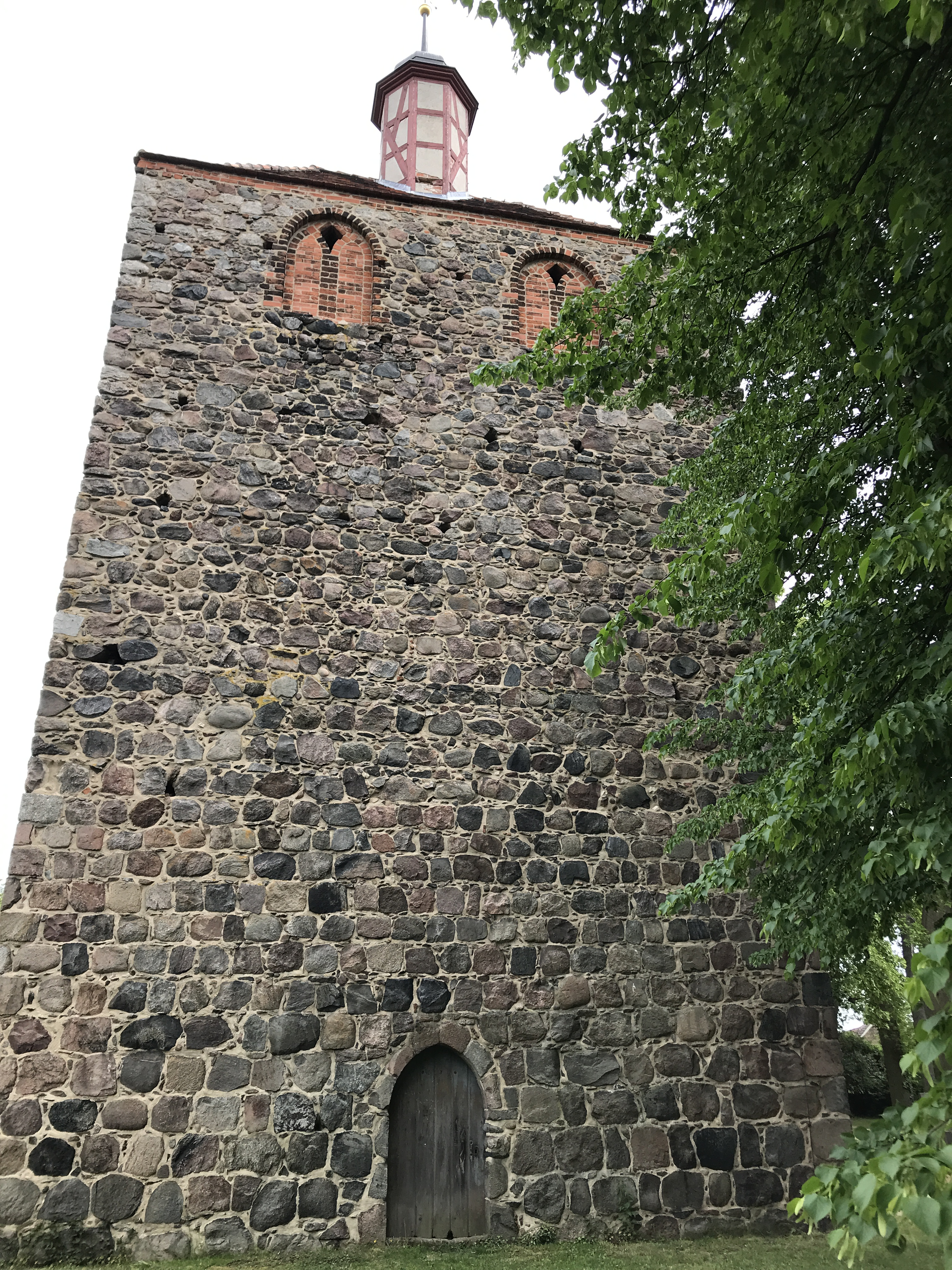
Westturm

Das Bauwerk entstand in der zweiten Hälfte des 13. Jahrhunderts. Ein Ortschronist der Gemeinde vermutet, dass der Bau mit Unterstützung der Zisterzienser aus dem Kloster Zinna erfolgte. Dafür würde die vergleichsweise saubere Ausführung sprechen. Ein Kirchenführer geht ebenfalls davon aus, dass die Kirche „wahrscheinlich“ unter Anleitung der Mönche errichtet wurde. Zu einem nicht genau bekannten Datum wurden die Fenster „barock“ vergrößert. Das obere Turmgeschoss entstand im 15. Jahrhundert und erhielt im 18. Jahrhundert ein Walmdach mit einem Dachreiter aus Fachwerk. Im Dreißigjährigen Krieg wurde das Bauwerk schwer beschädigt; der Pfarrer getötet. 1824 erwarb die Kirchengemeinde eine Orgel. 1889 und 1968 ließ die Kirchengemeinde das Bauwerk restaurieren. Bei den zuletzt vorgenommenen Arbeiten wurde der Hochaltar entfernt und durch einen schlichten Altar aus Feldstein ersetzt. Ebenfalls wurde die Empore verkleinert; die Orgel erhielt eine elektrisch betriebene Luftzufuhr. Am 23. Mai 1987 stahlen Diebe ein Leuchterpaar sowie ein Kruzifix; der Diebstahl konnte jedoch aufgeklärt werden, und die entwendeten Gegenstände wurden wieder in die Kirchengemeinde zurückgeführt. 1993 begann die Kirchengemeinde mit einer Sanierung des Kirchturms, die 2002 fortgesetzt und 2003 beendet wurden. 2007 verkleideten Handwerker die Strebepfeiler an der Ostseite, die durch eindringende Feuchtigkeit beschädigt waren. 2010 begann die Sanierung des Innenraums, die am 28. November 2010 mit einem feierlichen Gottesdienst abgeschlossen werden konnte.

## Baubeschreibung
Das Bauwerk entstand im Wesentlichen aus Feldsteinen, die behauen und leicht lagig geschichtet wurden. Der Chor ist gerade und nicht eingezogen. An der Ostwand sind zwei gedrückt-segmentbogenförmige Fenster, deren Faschen durch einen Putz nochmals betont werden. Der darüberliegende Giebel ist ebenfalls verputzt. Dort sind zwei kleinere Fenster. Drei mit Biberschwanz verkleidete Strebepfeiler stabilisieren diesen Teil des Bauwerks.
Das Kirchenschiff hat einen rechteckigen Grundriss. An der Nordseite der Langwand sind vier segmentbogenförmige Fenster. Ganz im Westen ist unterhalb der Öffnungen ein weiteres Fenster, das Licht unter den Bereich der Empore einfallen lässt. An der Südwand sind ebenfalls vier gleichartige Fenster. Zwischen dem ersten und zweiten Joch ist eine Priesterpforte, zwischen dem dritten und vierten Joch eine Gemeindepforte, die beide aus der Bauzeit stammen dürften.
An das Langhaus schließt sich der querrechteckige Kirchturm an. Er nimmt die volle Breite des Schiffs auf und kann durch eine Pforte von Westen her betreten werden. Er ist ansonsten fensterlos. Oberhalb der Traufhöhe des Kirchenschiffs wurden die Steine weitaus weniger behauen und nicht mehr lagig geschichtet. Im Glockengeschoss sind an der Ost- und Westseite je zwei, an der Nord- und Südseite je eine Klangarkade. Hier sind lediglich noch die Ecksteine behauen; ansonsten wurde Mischmauerwerk verwendet. Darüber sind ein Walmdach sowie ein Dachreiter aus Fachwerk, der mit einer Haube und einer Wetterfahne abschließt.

## Ausstattung

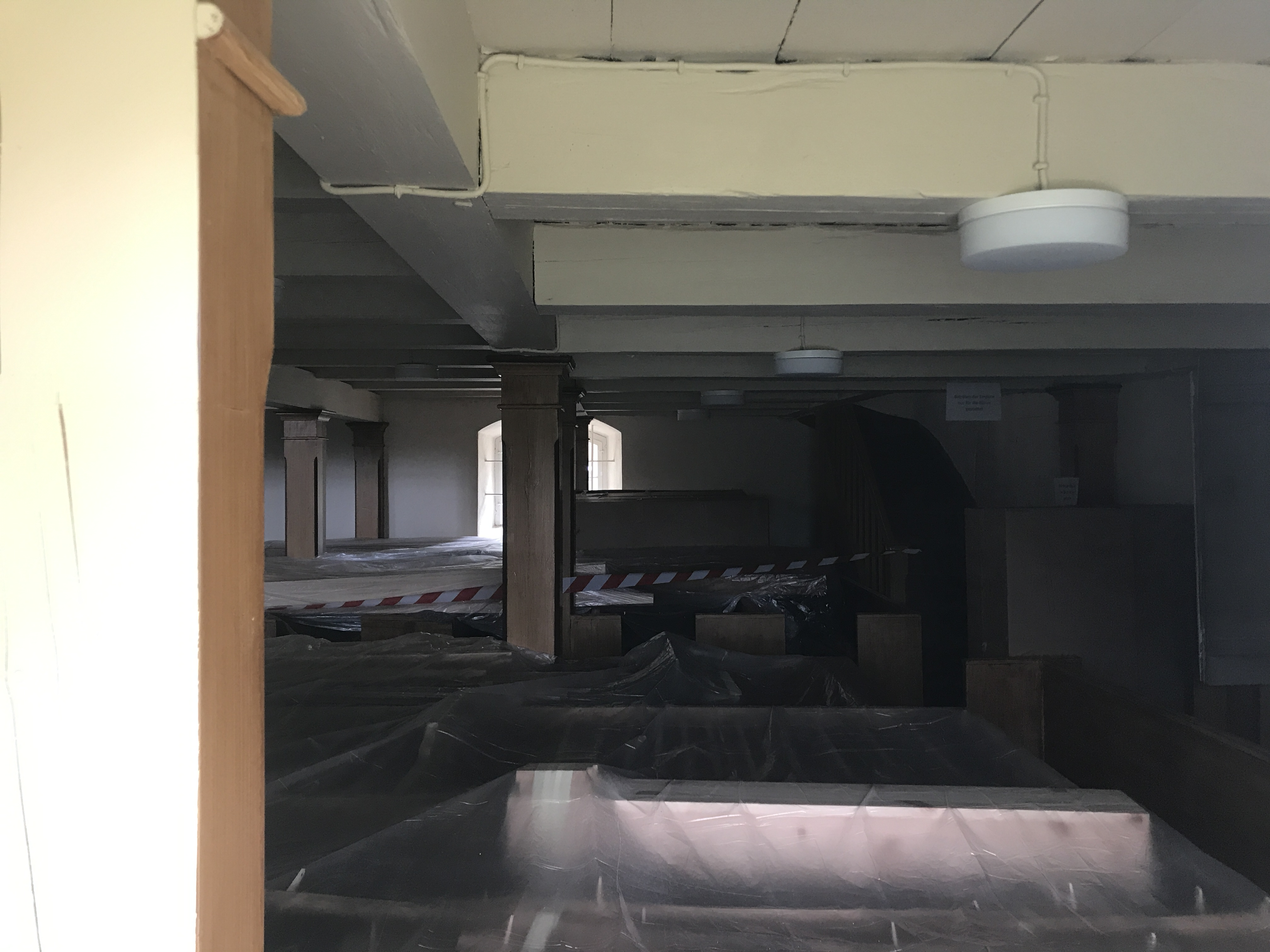
Blick ins Kirchenschiff

Vom ursprünglich vorhandenen Kanzelaltar ist lediglich der polygonale Kanzelkorb aus der Zeit um 1700 erhalten geblieben. Das Altarblatt zeigt Jesus Christus. An der Ostwand befindet sich eine gotische Sakramentsnische hinter einer Tür aus der Bauzeit.
Auf der mittlerweile verkürzten Empore steht eine Orgel mit einem klassizistischen Prospekt, die Johann Friedrich Turley im Jahr 1824 als sein Erstlingswerk schuf. Das Instrument wurde 2020 durch Karl Schuke Berliner Orgelbauwerkstatt restauriert und auf den Originalzustand zurückgeführt.
Zur weiteren Kirchenausstattung gehört ein Leuchterpaar aus Messing, das Anfang des 16. Jahrhunderts hergestellt wurde. Im Turm hängen drei Glocken.
Nordöstlich des Bauwerks und dort außerhalb der Einfriedung erinnert ein Mahnmal an die Gefallenen aus den Weltkriegen.